# HTTP-aanvraag
Een HTTP-aanvraag (vaak aangeduid met het Engelse HTTP request) is een aanvraag van een browser aan een webserver een bepaalde webpagina te sturen.
Een aanvraag kan rechtstreeks door een gebruiker worden gedaan door het invullen van een URL in de adresbalk van de browser. Een pagina kan echter ook opgevraagd worden door te klikken op een link. Alle www-aanvragen gaan via het Hypertext Transfer Protocol (HTTP).